# MSISDN
Интернационални ISDN број мобилног корисника— је јединствен број који је важан за самог корисника у GSM или UMTS мобилној мрежи. Једноставно речено, то је број телефона и он је независан од мобилног уређаја, а придружен је SIM картици.
MSISDN заједно са IMSI-ом су два важна броја који се користе за идентификацију мобилног телефона. IMSI се често користи као кључ у Регистру властитих претплатника („претплатничка база података“) и MSISDN је број који се користи за позивање мобилног телефона.
MSISDN следи план бројања дефинисан у ITU-T препоруци E.164.
Овај број се састоји од кода земље (енгл. CC&mdash;Country Code) (нпр. 46 за Шведску, 381 за Србију), националног одредишног кода (енгл. NDC&mdash;National Destination Code) тј. кода провајдера (PLMN) и претплатничког броја (енгл. SN&mdash;Subscriber Number).